# أولمان (ميزوري)
أولمان (بالإنجليزية: Ulman)‏ هي إحدى المجتمعات الفردية (غير مصنفة) في ولاية ميزوري في الولايات المتحدة الأمريكية.